# Talviyö
Talviyö (finnisch für Winternacht) ist das zehnte Studioalbum der Powermetal-Band Sonata Arctica, das am 6. September 2019 über Nuclear Blast veröffentlicht wurde. Alle Texte des Albums wurden von Frontmann Tony Kakko geschrieben.

## Hintergrund
Der Titel des Albums ist ein finnisches Wort für „Winternacht“. Laut Kakko suchte er nach einem einfachen Namen und suchte über Google Translator nach Übersetzungen von „Nacht“ in anderen Sprachen. Schließlich kehrte er in seine Muttersprache zurück und schlug den Titel „Talvi“ vor. Die anderen Bandmitglieder fanden dies zu langweilig. Nach längerer Diskussion wurde entschieden das Album Talviyö zu nennen.
Am 21. Juni 2019 veröffentlichte die Band mit A Little Less Understanding ihre erste Singleauskopplung. Cold wurde am 23. August als Single ausgekoppelt. Das dazugehörige Musikvideo wurde in Tampere von Patric Ullaeus gedreht. Auch das Musikvideo zu Who Failed the Most, das am 6. September veröffentlicht wurde, dreht er.
Kakko war sich anfangs nicht sicher, ob es das längste Lied „The Raven Still Flies with You“ auf das Album schaffen würde, weil er es für „zu komplex und verrückt“ hielt. Die Bandmitglieder entschieden aber den Track zu veröffentlichen. Das Albumcover wurde von Janne Pitkänen entworfen.

## Trackliste
| Nr. | Titel                                                      | Länge |
| --- | ---------------------------------------------------------- | ----- |
| 1.  | Message from the Sun                                       | 4:06  |
| 2.  | Whirlwind                                                  | 6:32  |
| 3.  | Cold                                                       | 4:29  |
| 4.  | Storm the Armada                                           | 5:08  |
| 5.  | The Last of the Lambs                                      | 4:22  |
| 6.  | Who Failed the Most                                        | 4:44  |
| 7.  | Ismo's Got Good Reactors (Instrumentales Stück)            | 3:43  |
| 8.  | Demon's Cage                                               | 4:58  |
| 9.  | A Little Less Understanding                                | 4:16  |
| 10. | The Raven Still Flies with You                             | 7:37  |
| 11. | The Garden                                                 | 6:17  |
| 12. | You Won't Fall (Nur auf der japanischen Version enthalten) | 5:08  |

### Inhalte der Lieder
- In Message from the Sun geht es um Mythen rund um die Nordlichter[1].
- Storm the Armada und Who Failed the Most bewegen sich dagegen auf politischer Ebene und beschäftigen sich damit, was wir unserer Erde antun. Zudem stellt Who Faild the Most die Frage, ob die Menschheit die richtigen Führer in Bezug auf die Umwelt ausgewählt hat.
- The Raven Still Flies with You thematisiert das dramatische Verschwinden eines Kindes.
- A Little Less Understanding spricht über die Schwierigkeit die richtigen Entscheidungen zu treffen.

## Charts
| ChartsChartplatzierungen | Höchstplatzierung | Wochen |
| ------------------------ | ----------------- | ------ |
| Deutschland (GfK)        | 26 (1 Wo.)        | 1      |
| Finnland (IFPI)          | 2 (3 Wo.)         | 3      |
| Österreich (Ö3)          | 54 (1 Wo.)        | 1      |
| Schweiz (IFPI)           | 22 (1 Wo.)        | 1      |

## Mitwirkende
| - Gesang: Tony Kakko - E-Gitarre: Elias Viljanen - Schlagzeug: Tommy Portimo - Keyboard: Henrik „Henkka“ Klingenberg - E-Bass: Pasi Kauppinen | - Background-Gesang: Teemu Koskela - Background-Gesang: Marja Hakala - Background-Gesang: Mia K - Background-Gesang: Outi V | - Texte: Tony Kakko - Produzent: Mikko Tegelman and Sonata Arctica - Coverdesign: Janne Pitkänen - Fotografien: Kristian Reuter |

## „The Raven Still Flies Over Europe“ Tournee
Am 10. Juli 2019 kündigten Sonata Arctica ihre Europa-Tour an, die am 12. November 2019 gestartet ist und den Titel „The Raven Still Flies Over Europe“-Tournee trägt. Begleitet wurde die Band von Edge of Paradise und Temple Balls als Vorgruppen.

### Tourdaten
| Datum             | Land/Stadt  | Veranstaltungsort          |
| 12. November 2019 | Stockholm   | Kraken                     |
| 13. November      | Oslo        | Parketeatret               |
| 14. November      | Trondheim   | Byscenen                   |
| 15. November      | Trollhättan | Folkets Park               |
| 16. November      | Aarhus      | Train                      |
| 17. November      | Berlin      | BiNuu                      |
| 18. November      | Mannheim    | MS Connexion Complex       |
| 19. November      | Leipzig     | Hellraiser                 |
| 26. November      | Wien        | Szene                      |
| 27. November      | Pratteln    | Z7                         |
| 29. November      | Padova      | Hall                       |
| 30. November      | Milan       | Live Club                  |
| 1. Dezember       | Lyon        | Le Ninkasi Kao             |
| 2. Dezember       | Paris       | La machine du Moulin Rouge |
| 4. Dezember       | Madrid      | La Riviera                 |
| 5. Dezember       | Barcelona   | Salamandra                 |
| 6. Dezember       | Limoge      | Cc John Lennon             |
| 7. Dezember       | Izegem      | Cultuurhuis De Leest       |
| 8. Dezember       | Pagney      | Chez Paulette              |
| 11. Dezember      | London      | The Electric Ballroom      |
| 12. Dezember      | Tilburg     | 013                        |
| 13. Dezember      | Hamburg     | Markthalle                 |
| 14. Dezember      | Bochum      | Matrix                     |

### Setlist
1. A Little Less Understanding
2. Closer to an Animal
3. Whirlwind
4. The Day
5. I Have a Right
6. Cold
7. Storm the Armada
8. X Marks the Spot
9. Who Failed the Most
10. Tallulah
11. Black Sheep
12. FullMoon
13. Losing My Insanity
14. Life (with Vodka Outro)

## Kritik
„Auf dem ganzen Album sorgt die Instrumentierung mit dem Einsatz von Piano und weiterer akustischer Gerätschaft und (Synthie) Chören für großen, breiten Klang. Sound und Produktion sind absolut hochwertig. Ein feines Album“

„Talviyö ist das experimentierfreudigste Album seit ‚The Days Of Grays‘ und schreibt sich einige progressive Elemente auf die Stirn. Es braucht seine Zeit, entfaltet dann aber eine wundervolle Magie, die einen nicht mehr loslässt. Durch den ein oder anderen zu ‚langsam‘ geratenen Song kommt die Platte ein wenig ins Stocken, doch ansonsten hat sie zumindest in mir den Entdeckerdrang geweckt. Wer sie nur stumpf kaputtreden will, der hat sich nicht eine Sekunde auf sie eingelassen, soviel ist sicher (oder sieht es subjektiv anders – se lektor). SONATA ARCTICA gehören für mich immer noch zur Speerspitze des Melodic Metals und da bildet auch Talviyö keine Ausnahme.“